# 楊國柱 (萬曆進士)
杨国柱（？—？），字叔堅，號扶寰，陕西西安府泾阳县人，明朝政治人物。

## 生平
万历四十年（1612年）壬子科陕西乡试举人，四十一年（1613年）联捷癸丑科進士。授泰興縣知縣，泰興田多濱江，坍漲無定，漲入豪右，坍累貧民。楊國柱以千畝爲一區，使不得混淆，徭賦以平。擢户部主事，晋云南司郎中，崇祯元年（1628年）升平阳府知府，保留原职，歷官山西副使、兵備河東，時賊犯隰州，楊國柱整旅誓師，擒巨賊混天龍等，斬首千餘級，賊乃遁。歸里日，囊橐蕭然。

## 家族
曾祖楊福寿，散官。祖父楊仕科，州判。父楊文炳，增廣生。